# 한스위르겐 슈툼프
한스위르겐 슈툼프(Hans-Jürgen Stumpff, 1889년 6월 15일 ~ 1968년 3월 9일)는 제2차 세계 대전 중 독일 공군 (Luftwaffe)의 장군이었다.

## 어린 시절
슈툼프는 콜베르크 (Kolberg)에서 태어나, 1907년에 소위로서 Brandenburgisches Grenadierregiment Nr. 12 "Prinz Karl von Preußen"에 들어갔다. 슈툼프는 1908년, 중위로 승급하였고, 제1차 세계 대전의 시작에 따라 참모부에서 근무하였다. 전후에는 대위 (Hauptmann) 로 승급하였으며, 바이마르 공화국 시절에는 독일 국방부 (Reichswehrministerium)에서 참모 장교로 근무하였다.

## 독일 공군에서의 활약
슈툼프는 중령일 당시인 1933년 9월 1일, 히틀러 정권하에서 새로이 창설된 독일 공군 (Luftwaffe)의 인사부장이 되었고, 1937년 6월 1일부터 1939년 1월 1일까지는 독일 공군의 참모총장을 맡았다. 1938년, 조종사 대장 (General der Flieger)으로 진급하였다.
제2차 세계 대전 중, 슈툼프는 다양한 공군함대를 지휘하였다. 1940년 7월 19일, 슈툼프는 상급대장(Generaloberst)으로 승진하였고, 그 다음 해에 기사철십자장을 수여받았다. 슈툼프는 1943년 말까지 노르웨이에 주둔한 제5공군함대(Luftflotte 5)의 사령관을 맡았고, 영국 전투에 참여한 것 외에, 스코틀랜드와 잉글랜드 북부에 대한 공습을 실행하였다.
1944년 1월, 슈툼프는 독일 본토 방공전(Defense of the Reich)에서 연합군의 공습에 맞서 독일 중앙 공군을 이끌었으며, 1945년 5월 8일, 슈툼프는 독일 공군 (Luftwaffe)의 대표로서 베를린에서 독일의 무조건 항복 문서에 서명하였다.
영국의 포로가 된 슈툼프는 1947년 석방되었고, 1968년에 프랑크푸르트 암 마인에서 사망하였다.

## 참고 자료
- Fellgiebel, Walther-Peer. Die Träger des Ritterkreuzes des Eisernen Kreuzes 1939-1945. Friedburg, Germany: Podzun-Pallas, 2000. ISBN 3-7909-0284-5.

| 전임 항공야전원수 알베르트 케셀링 | 제3대 공군최고사령부 장군참모장 1937년 6월 1일 – 1939년 1월 31일 | 후임 상급대장 한스 예쇼네크 |

| 전임 항공야전원수 알베르트 케셀링 | 제2대 제1공군함대 사령관 1940년 1월 12일 – 1940년 5월 10일 | 후임 대장 빌헬름 빔머 |

| 전임 항공야전원수 에르하르트 밀히 | 제2대 제5공군함대 사령관 1940년 5월 10일 – 1943년 11월 27일 | 후임 대장 요제프 캄후버 |

| 전임 상급대장 후베르트 바이세 | 제2대 중부공군지휘관 1944년 12월 23일 – 1945년 2월 5일 | 후임 폐지 |

| 전임 신설 | 제1대 공군함대 라이히 사령관 1945년 2월 5일 – 1945년 5월 8일 | 후임 폐지 |

| 전임 항공대장 카를 콜러 | 공군최고사령부 장군참모장 권한대행 1945년 5월 8일 – 1945년 5월 23일 | 후임 폐지 |